# Bergvikgölen
Bergvikgölen är en sjö i Kinda kommun i Östergötland och ingår i Motala ströms huvudavrinningsområde. Sjön har en area på 0,115 kvadratkilometer och ligger 152,9 meter över havet.

## Delavrinningsområde
Bergvikgölen ingår i det delavrinningsområde (642878-147753) som SMHI kallar för Utloppet av Ören. Medelhöjden är 172 meter över havet och ytan är 26,16 kvadratkilometer. Det finns ett avrinningsområde uppströms, och räknas det in blir den ackumulerade arean 41,8 kvadratkilometer. Vattendraget som avvattnar avrinningsområdet har biflödesordning 4, vilket innebär att vattnet flödar genom totalt 4 vattendrag innan det når havet efter 165 kilometer. Avrinningsområdet består mestadels av skog (71 procent). Avrinningsområdet har 4,07 kvadratkilometer vattenytor vilket ger det en sjöprocent på 15,6 procent.